# Земляной Ігор Степанович
Ігор Земляной (рос. Игорь Земляной, нар. 26 травня 1967, Усть-Каменогорськ) — казахський хокеїст, що грав на позиції захисника. Грав за збірну команду Казахстану.

## Ігрова кар'єра
Хокейну кар'єру розпочав на батьківщині 1983 року виступами за команду «Торпедо» (Усть-Каменогорськ).
Протягом професійної клубної ігрової кар'єри, що тривала 22 роки, захищав кольори команд «Авангард» (Омськ), «Торпедо» (Усть-Каменогорськ), «Металург» (Магнітогорськ) та ХК МВД.
Виступав за збірну Казахстану, на головних турнірах світового хокею провів 36 ігор в її складі, зокрема виступав на Олімпійських іграх 1998.

## Досягнення
- Чемпіон Казахстану в складі «Торпедо» (Усть-Каменогорськ) — 1993, 1994, 1995.
- Чемпіон Росії в складі «Металург» (Магнітогорськ) — 1999, 2001.
- Чемпіон Росії в складі «Авангард» (Омськ) — 2004.

## Статистика

### Клубні виступи
| Сезон             | Клуб                          | Ліга              | Регулярний сезон | Регулярний сезон | Регулярний сезон | Регулярний сезон | Регулярний сезон | Плей-оф | Плей-оф | Плей-оф | Плей-оф | Плей-оф |
| Сезон             | Клуб                          | Ліга              | І                | Г                | П                | О                | ШХ               | І       | Г       | П       | О       | ШХ      |
| ----------------- | ----------------------------- | ----------------- | ---------------- | ---------------- | ---------------- | ---------------- | ---------------- | ------- | ------- | ------- | ------- | ------- |
| 1983–84           | «Торпедо» (Усть-Каменогорськ) | Перша ліга        | 3                | 0                | —                | —                | —                | —       | —       | —       | —       | —       |
| 1984–85           | «Торпедо» (Усть-Каменогорськ) | Перша ліга        | 5                | 0                | 0                | 0                | 4                | —       | —       | —       | —       | —       |
| 1985–86           | «Торпедо» (Усть-Каменогорськ) | Перша ліга        | 55               | 3                | 3                | 6                | 34               | —       | —       | —       | —       | —       |
| 1986–87           | «Торпедо» (Усть-Каменогорськ) | Перша ліга        | 65               | 6                | 5                | 11               | 24               | —       | —       | —       | —       | —       |
| 1987–88           | ХК МВД                        | Перша ліга        | 72               | 10               | 7                | 17               | 76               | —       | —       | —       | —       | —       |
| 1988–89           | ХК МВД                        | Перша ліга        | 55               | 9                | 11               | 20               | 42               | —       | —       | —       | —       | —       |
| 1989–90           | «Торпедо» (Усть-Каменогорськ) | Вища ліга         | 29               | 1                | 2                | 3                | 10               | —       | —       | —       | —       | —       |
| 1990–91           | «Торпедо» (Усть-Каменогорськ) | Вища ліга         | 41               | 4                | 3                | 7                | 16               | —       | —       | —       | —       | —       |
| 1991–92           | «Торпедо» (Усть-Каменогорськ) | СНД               | 33               | 3                | 6                | 9                | 34               | 6       | 0       | 0       | 0       | 2       |
| 1992–93           | «Торпедо» (Усть-Каменогорськ) | МХЛ               | 37               | 7                | 2                | 9                | 40               | 1       | 0       | 0       | 0       | 0       |
| 1993–94           | «Торпедо» (Усть-Каменогорськ) | МХЛ               | 34               | 1                | 14               | 15               | 28               | —       | —       | —       | —       | —       |
| 1994–95           | «Торпедо» (Усть-Каменогорськ) | МХЛ               | 51               | 7                | 5                | 12               | 48               | 2       | 0       | 0       | 0       | 0       |
| 1995–96           | «Металург» (Магнітогорськ)    | МХЛ               | 51               | 2                | 7                | 9                | 10               | 7       | 0       | 0       | 0       | 2       |
| 1995–96           | «Металург»–2 (Магнітогорськ)  | Росія 2           | 1                | 1                | 0                | 1                | 2                | —       | —       | —       | —       | —       |
| 1996–97           | «Металург» (Магнітогорськ)    | Росія             | 44               | 3                | 10               | 13               | 28               | 4       | 0       | 0       | 0       | 2       |
| 1997–98           | «Металург» (Магнітогорськ)    | Росія             | 46               | 2                | 10               | 12               | 16               | 10      | 0       | 1       | 1       | 10      |
| 1998–99           | «Металург» (Магнітогорськ)    | Росія             | 36               | 0                | 8                | 8                | 14               | 16      | 2       | 4       | 6       | 8       |
| 1999–2000         | «Металург» (Магнітогорськ)    | Росія             | 30               | 1                | 2                | 3                | 22               | 11      | 0       | 1       | 1       | 4       |
| 2000–01           | «Металург» (Магнітогорськ)    | Росія             | 39               | 2                | 2                | 4                | 16               | 12      | 1       | 2       | 3       | 8       |
| 2001–02           | «Металург» (Магнітогорськ)    | Росія             | 48               | 2                | 5                | 7                | 36               | 4       | 0       | 0       | 0       | 2       |
| 2002–03           | «Металург» (Магнітогорськ)    | Росія             | 35               | 0                | 2                | 2                | 10               | 2       | 0       | 0       | 0       | 2       |
| 2002–03           | «Металург»–2 (Магнітогорськ)  | Росія 3           | 1                | 0                | 2                | 2                | 0                | —       | —       | —       | —       | —       |
| 2003–04           | «Авангард» (Омськ)            | Росія             | 16               | 0                | 0                | 0                | 8                | —       | —       | —       | —       | —       |
| 2003–04           | «Омські Яструби»              | Росія 3           | 2                | 0                | 0                | 0                | 2                | —       | —       | —       | —       | —       |
| 2003–04           | «Казцинк-Торпедо»             | Казахстан         | 4                | 0                | 0                | 0                | 0                | —       | —       | —       | —       | —       |
| 2003–04           | «Казцинк-Торпедо»             | Росія 2           | 12               | 0                | 3                | 3                | 2                | —       | —       | —       | —       | —       |
| Усього в СРСР/СНД | Усього в СРСР/СНД             | Усього в СРСР/СНД | 103              | 8                | 11               | 19               | 60               | 6       | 0       | 0       | 0       | 2       |
| Усього в МХЛ      | Усього в МХЛ                  | Усього в МХЛ      | 173              | 17               | 28               | 45               | 126              | 10      | 0       | 0       | 0       | 2       |
| Усього в Росії    | Усього в Росії                | Усього в Росії    | 294              | 10               | 39               | 49               | 150              | 59      | 3       | 8       | 11      | 36      |

### Збірна
| Рік                | Команда            | Турнір             |    | І  | Г | П  | О  | ШХ |
| ------------------ | ------------------ | ------------------ | -- | -- | - | -- | -- | -- |
| 1992               | Казахстан          | ЧС C Q             | 2  | 0  | 0 | 0  | 0  |    |
| 1993               | Казахстан          | ЧС C               | 7  | 5  | 1 | 6  | 22 |    |
| 1994               | Казахстан          | ЧС C               | 6  | 5  | 2 | 7  | 2  |    |
| 1995               | Казахстан          | ЧС C               | 4  | 0  | 0 | 0  | 2  |    |
| 1997               | Казахстан          | ЧС B               | 7  | 0  | 1 | 1  | 0  |    |
| 1998               | Казахстан          | ОІ                 | 7  | 0  | 3 | 3  | 8  |    |
| 1998               | Казахстан          | ЧС                 | 3  | 0  | 0 | 0  | 2  |    |
| Національна збірна | Національна збірна | Національна збірна | 36 | 10 | 7 | 17 | 16 |    |